# Antonia Kwiatkowska

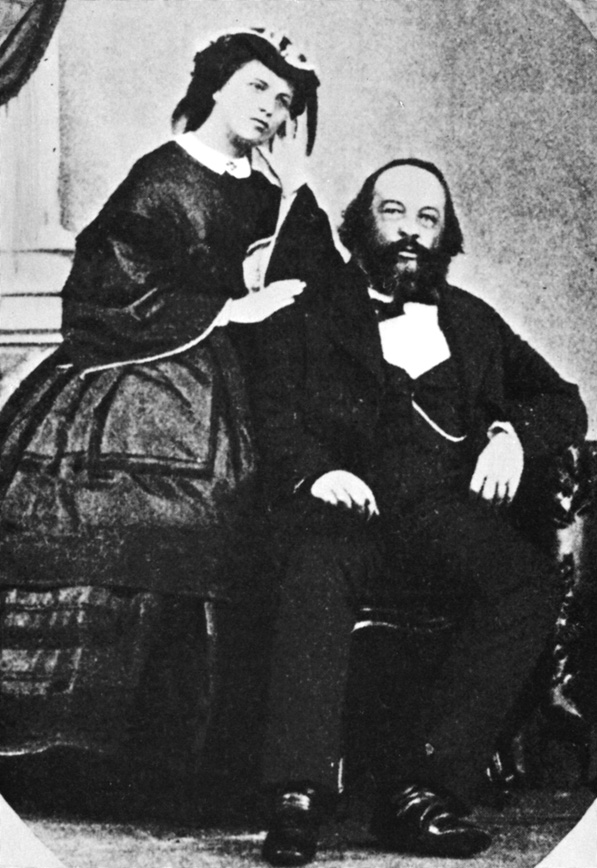
Antonia Kwiatkowska und Michail Bakunin

Antonia Kwiatkowska Bakúnina (russisch Антонина Ксаверьевна Квятковская, Antonina Ksavérievna Kviatkóvskaya), auch Antonia Ksavaeva oder Tosha Kwiatkowska, (* um 1840; † 1887 in Neapel) war die Ehefrau und Sekretärin des russischen Philosophen und Revolutionärs Michail Alexandrowitsch Bakunin.

## Leben
Antonia Kwiatkowska wurde als Tochter des verarmten polnischen Adligen Ksaveri Vasilevich Kwiatkowski und einer polnischen Mutter geboren. Die Familie lebte in Tomsk, wo der Vater als Sekretär eines Adligen arbeitete, welcher sich der Goldförderung in Sibirien widmete. Kwiatkowska lernte Bakunin 1858 kennen, nachdem er nach achtjähriger Haft ins Exil geschickt worden war. Die Beziehung zwischen der Familie Kwiatkowski und Bakunin begann, als er eingestellt wurde, um Antonia und ihre ältere Schwester Sofia in Französisch zu unterrichten. Noch im selben Jahr heirateten sie. Bakunin wurde von seinem Verwandten Muravyov-Amursky verheiratet und anschließend auf dessen Ersuchen nach Irkutsk versetzt.
Mitte 1861 floh Bakunin während einer Forschungsreise nach Nikolajewsk. Von dort bestieg er am 9. August 1861 einen Klipper unter amerikanischer Flagge, welcher ihn an die japanische Küste nach Hakodate brachte. Seine Flucht führte ihn letztlich nach London. Nach der Flucht von Bakunin aus Sibirien folgte Antonia Kwiatkowska im November ihrem Mann durch Zentralrussland nach London. Sie erhielt einen ausländischen Pass und reiste Anfang 1863 von Pryamukhina weiter nach London.
Bakunin stand mit vielen Exilpolen im Kontakt und setzte sich auch für die Unabhängigkeit Polens ein. Als 1863 der Januaraufstand in Polen ausbrach, begab sich Bakunin mit seiner Familie nach Stockholm und schrieb dort einige Artikel über Russland für Aftonbladet. 1864 gingen er und seine Frau nach Italien. Zuerst lebten die beiden von 1864 bis 1865 in Florenz, dann von 1865 bis 1868 in Neapel. In Neapel lernte Antonia Kwiatkowska den italienischen Anwalt und Anarchisten Carlo Gambuzzi kennen, einen Anhänger und Mitstreiter ihres Mannes Bakunin. 1867 freundete sie sich mit Gambuzzi an und lebte ganz offen mit ihm, nachdem sie drei Kinder von ihm zur Welt gebracht hatte (Carluccio, Sofia und Maruschka). Es wird vermutet, dass Bakunin sehr tolerant gegenüber dieser Situation war. Er gab seiner Frau immer völlige Freiheit und kümmerte sich um sie und ihre Kinder. 
Antonia Kwiatkowska war darüber hinaus auch eine große Unterstützung ihres schwer kranken Mannes, der Opfer der körperlichen Folgen war, die während seiner langen Haftzeit ihre Spuren hinterlassen hatte. Bei vielen Gelegenheiten arbeitete sie an der Übersetzung der von ihrem Ehemann verfassten Dokumente. Bakunin beschrieb seine Frau als slawische Patriotin und als nicht fanatische Katholikin, die er leidenschaftlich liebte. Als sich Bakunins Gesundheitszustand verschlechterte, ging die Familie 1876 nach Bern, wo Bakunin unter der Obhut des Arztes Carl Vogt, einem langjährigen Freund, verstarb.
Nach dem Tod von Bakunin zog Antonina Kwiatkowska mit ihren Kindern nach Neapel und heiratete Carlo Gambuzzi (1837–1902). Aus dieser Ehe ging ein weiteres Kind hervor, eine Tochter namens Tatyana (Tanya Gambuzzi Kossowska; † 1955). Kwiatkowska wurde auf dem Zentralfriedhof in Neapel in der Bakunin-Gambuzzi-Kapelle beerdigt.